# بری (آلاباما)
بری  شهری است در ایالت آلاباما در کشور آمریکا.

## مکان
بری در موقعیت () قرار دارد.
با توجه به اطلاعات اداره آمار آمریکا مساحت آن در حدود ۲۸٫۹ است.

## مردم‌شناسی
با توجه به آمار سال ۲۰۰۰ جمعیت آن ۱۲۳۸ نفر، ۵۱۶ خانواده در آن ساکن هستند.
تعداد ۵۷۴ واحد خانه در هر مساحت تقریبی (۱۹،۸akm²) قرار دارد.
۲۶،۹% درصد از خانواده‌های فرزند زیر ۱۸ سال داشتند که از این تعداد ۴۹% درصد زوج بوده و ۱۵،۵% درصد زنان بدون شوهر و ۳۱،۶% درصد نیز غیر خانواده بودند.
متوسط درآمد یک خانواده در حدود ۲۶،۰۸۳ دلار آمریکا است و زنان درآمد متوسط ۲۸،۵۰۰ دلار آمریکا و مردان درآمد متوسط ۲۰،۷۱۴ دلار آمریکا بدست می‌آورند.